# Nymphon adareanum
Nymphon adareanum är en havsspindelart som beskrevs av Hodgson, T.V. 1907. Nymphon adareanum ingår i släktet Nymphon och familjen Nymphonidae. Inga underarter finns listade i Catalogue of Life.